# Mōretsu Uchū Kaizoku
Mōretsu Uchū Kaizoku (モーレツ宇宙海賊?  lit. Minifalda Piratas Espaciales) también conocida como Bodacious Space Pirates, es una novela ligera Japonesa escrita por Yuichi Sasamoto e ilustrada por Noriyuki Matsumoto, pero el nombre original de las novelas es Miniskirt Uchū Kaizoku. Hasta la actualidad se han publicado siete volúmenes en la editorial Asahi Shimbun en la revista Asahi Novels. Una adaptación al anime producido por Satelight comenzó a emitirse en Japón el 7 de enero del 2012.

## Argumento
La historia está ambientada en un futuro lejano, posterior a las colonización espacial por parte de la Alianza Estelar y la posterior independizacion de algunas de las colonias. En el tercer planeta del sistema Tau Ceti llamado Uminoakeboshi (Mar de la Estrella de la Mañana) vive Marika Kato una estudiante del primer año de secundaria, que además trabaja en un Café retro de doncellas (Maid Cafe). Un día descubre que su padre, recién fallecido, era el Capitán de la nave espacial pirata "Bentenmaru". Podían piratear legalmente debido a la posesión de un permiso llamado "patente de corso" (o Carta de Marque) entregado a los piratas durante la guerra por la independencia para aumentar el poder militar. Debido a que el permiso solo se puede traspasar por herencia directa de padres a hijos Marika es la única que puede convertirse en la próxima Capitana de la nave espacial pirata "Bentenmaru"

## Medios de Comunicación

### Anime
En el 2011 se anunció la adaptación al anime de las novelas ligeras de Mōretsu Pirates, que fue producida por Satelight y dirigida por Tatsuo Satō y salió al aire en Japón a partir del 7 de enero de 2012. El Opening del anime es "Mōretsu Uchū Kōkyōkyoku - Dai-Shichi Gakushō' Mugen no Ai", interpretado por Momoiro Clover Z, quien además interpretará el Ending que tiene el título de Lost Child.